# Twenty One Pilots

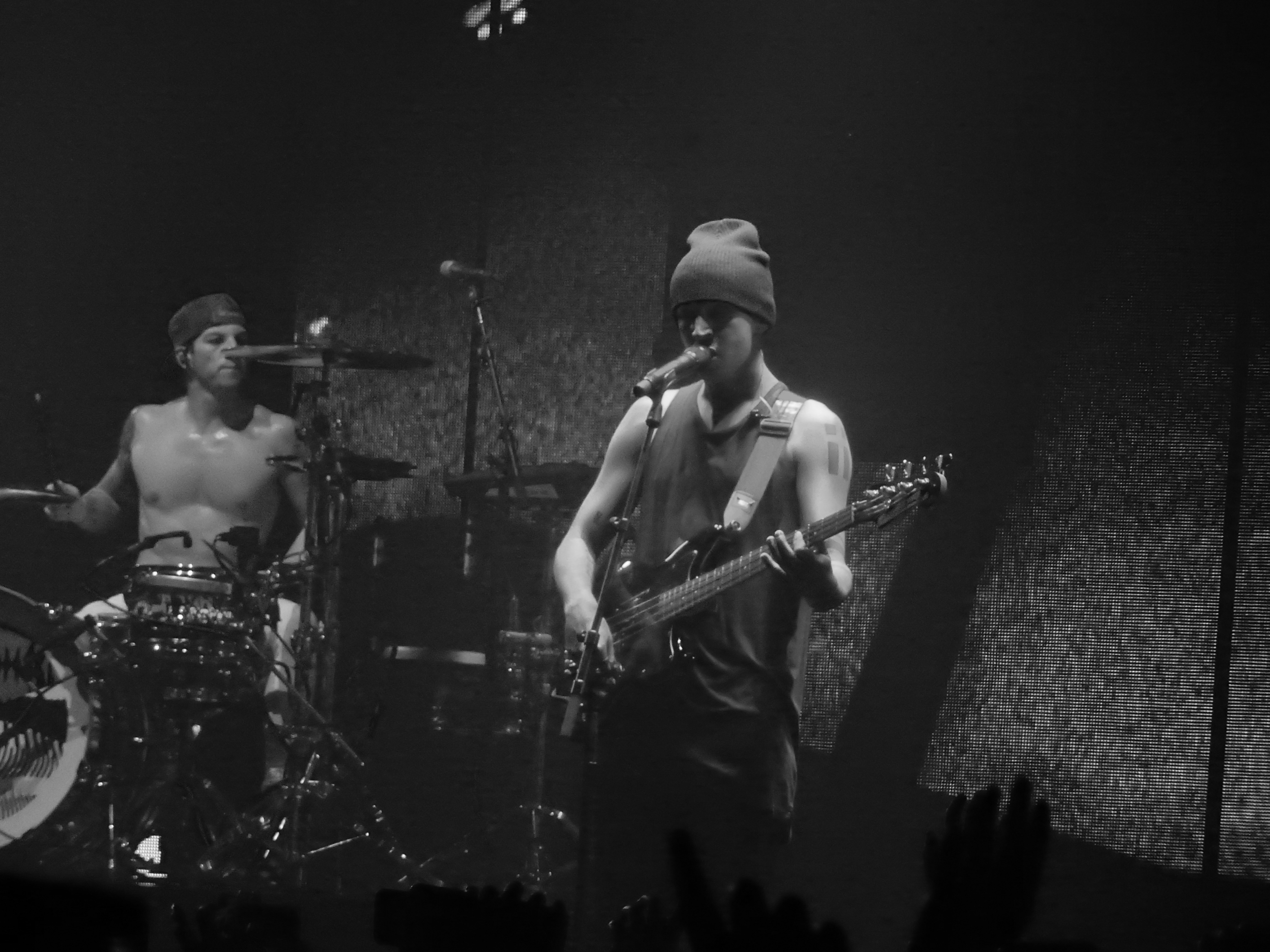
Twenty One Pilots 2016

Twenty One Pilots (skrivet i endast gemener eller skrivet som twenty øne piløts) är en amerikansk musikgrupp från Columbus i Ohio. Gruppen grundades 2009 av Tyler Joseph och de tidigare medlemmarna Chris Salih och Nick Thomas. Gruppen består numera av Tyler Joseph och Joshua "Josh" Dun.

## Historia

### 2009–2011: Bildandet och början
Gruppen bildades 2009 av de tre skolkamraterna Tyler Joseph, Chris Salih och Nick Thomas. Tyler Joseph kom på namnet på gruppen. Gruppen fick sitt namn från en pjäs i andra världskriget där 21 piloter dog.
Den 29 december 2009 gav gruppen ut sitt självbetitlade debutalbum och inledde en turné i Ohio.
Under 2010 gav bandet ut outgivna låtar på sitt Soundcloud-konto. Låtarna var en cover på "Time To Say Goodbye" och Christina Perris "Jar of Hearts".
I mitten av 2011 lämnade medlemmarna Chris Salih och Nick Thomas gruppen och samma år gick Joshua Dun med i den.

## Bandmedlemmar
Nuvarande medlemmar
- Tyler Joseph född 1 december 1988 – sång, piano, ukulele, elbas, keytar, synth, tamburin och dragspel  (2009–idag)
- Joshua "Josh" Dun född 18 juni 1988 – trummor, trumpet  (2011–idag)

Tidigare medlemmar
- Nick Thomas – elbas, keyboard  (2009–2011)
- Chris Salih – trummor  (2009–2011)

## Fanbase

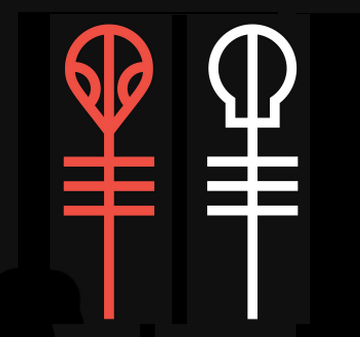
Skeleton Cliques symboler.

Twenty One Pilots fanbase kallar sig Skeleton Clique och bär varsin symbol. Den vänstra ska symbolisera Josh och ska föreställa en rymdvarelse, medan den till höger ska symbolisera Tyler och ska föreställa ett skelett.  
Twenty One Pilots logo kallas The Kitchen Sink. 

## Diskografi

### Album
| År   | Titel             | Skivbolag                             | Utgivningsdatum | Antal låtar | Antal sålda exemplar                      | Kommentar |
| ---- | ----------------- | ------------------------------------- | --------------- | ----------- | ----------------------------------------- | --- |
| 2009 | Twenty One Pilots | Självutgivet                          | 29 december     | 14          | - USA: 115,000                            | Även kallad Self Titled |
| 2011 | Regional At Best  | Självutgivet                          | 8 juli          | 14          | - US: 3,000                               | Säljs ej längre på grund av upphovsrätt. Låtarna Ode to Sleep, Holding On To You, Trees, Car Radio och Guns for Hands ominspelades för Vessel. Glowing Eyes, Forest och Kitchen Sink ominspelades ej men finns på brittiska upplagan av Vessel. En ominspelad version av Lovely släpptes som promosingel i Japan, resten av låtarna går ej att få tag på. |
| 2013 | Vessel            | Fueled by Ramen                       | 8 januari       | 12          | - US: 569,000                             | Låtarna Ode to Sleep, Holding On To You, Trees, Guns for Hands och Car Radio ominspelades från Regional At Best. |
| 2015 | Blurryface        | Fueled by Ramen                       | 17 maj          | 14          | - Storbritannien: 70,000 - USA: 1,005,000 | Låtarna Goner och Heavydirtysoul kommer från tidigare projekt |
| 2018 | Trench            | Fueled By Ramen/Elektra Records Group | 5 oktober       | 14          | > 1,300,000                               | |
| 2021 | Scaled And Icy    | Fuled By Ramen/Elektra Records Group  | 21 maj          | 11          |                                           | |
| 2024 | Clancy            |                                       |                 |             |                                           | |

### Singlar
| År   | Titel                          | Kommentar                                     |
| ---- | ------------------------------ | --------------------------------------------- |
| 2012 | "Holding On to You"            | Finns på Regional at Best och Vessel          |
| 2012 | "Guns for Hands"               | Finns på Regional at Best och Vessel          |
| 2013 | "Lovely"                       | Finns på Regional at Best och Vessel          |
| 2013 | "House of Gold"                | Finns på Regional at Best och Vessel          |
| 2014 | "Car Radio"                    | Finns på Regional at Best och Vessel          |
| 2015 | "Fairly Local"                 | Finns på Blurryface                           |
| 2015 | "Tear in My Heart"             | Finns på Blurryface                           |
| 2015 | "Stressed Out"                 | Finns på Blurryface                           |
| 2015 | "Lane Boy"                     | Finns på Blurryface                           |
| 2015 | "Ride"                         | Finns på Blurryface                           |
| 2016 | "Heathens"                     | Soundtrack till Suicide Squad (film)          |
| 2016 | "Cancer"                       | En cover av My chemical romances låt "Cancer" |
| 2018 | "Jumpsuit"                     | Finns på Trench                               |
| 2018 | "Nico and the niners"          | Finns på Trench                               |
| 2018 | "Levitate"                     | Finns på Trench                               |
| 2018 | "My blood"                     | Finns på Trench                               |
| 2020 | "Level of Concern"             |                                               |
| 2021 | "Shy Away" "Choker" "Saturday" | Scaled and Icy                                |

## Musikvideor
| År   | Titel                 | Regissör         | Album                     |
| ---- | --------------------- | ---------------- | ------------------------- |
| 2012 | "Holding On to You"   | Jordan Bahat     | Regional at best / Vessel |
| 2012 | "House of Gold"       | Warren Kommers   | Regional at best / Vessel |
| 2013 | "Guns for Hands"      | Mark C. Eshleman | Regional at best / Vessel |
| 2013 | "Car Radio"           | Mark C. Eshleman | Regional at best / Vessel |
| 2013 | "House of Gold"       | Warren Kommers   | Vessel                    |
| 2013 | "Migraine"            | Mark C. Eshleman | Vessel                    |
| 2013 | "Truce"               | Mark C. Eshleman | Vessel                    |
| 2014 | "Ode to Sleep"        | Mark C. Eshleman | Vessel                    |
| 2015 | "Fairly Local"        | Mark C. Eshleman | Blurryface                |
| 2015 | "Tear in My Heart"    | Marc Klasfeld    | Blurryface                |
| 2015 | "Stressed Out"        | Mark C. Eshleman | Blurryface                |
| 2015 | "Lane Boy"            | Mark C. Eshleman | Blurryface                |
| 2015 | "Ride"                | Mark C. Eshleman | Blurryface                |
| 2016 | "Heathens"            | Andrew Donoho    | Suicide Squad: The Album  |
| 2017 | "Heavydirtysoul"      | Andrew Donoho    | Blurryface                |
| 2018 | "Jumpsuit"            | Andrew Donoho    | Trench                    |
| 2018 | "Nico And The Niners" | Andrew Donoho    | Trench                    |
| 2018 | "Levitate"            | Andrew Donoho    | Trench                    |
| 2018 | "My blood"            | Tim Mattia       | Trench                    |
| 2019 | "Chlorine"            | Mark C. Eshleman | Trench                    |
| 2019 | "The Hype"            | Andrew Donoho    | Trench                    |
| 2020 | "Level of Concern"    |                  |                           |
| 2021 | "Shy Away"            |                  | Scaled And Icy            |